# Piliscsév
Piliscsév (slovaque : Čív) est un village et une commune du comitat de Komárom-Esztergom en Hongrie.